# Anoculiarus ornata
Anoculiarus ornata är en insektsart som beskrevs av Dlabola 1985. Anoculiarus ornata ingår i släktet Anoculiarus och familjen kilstritar. Inga underarter finns listade i Catalogue of Life.